# FIFA Ballon d'Or de 2015
A Bola de Ouro da FIFA de 2015 foi a 25ª edição da premiação máxima do futebol mundial outorgada pela Federação Internacional de Futebol (FIFA) e a 6ª com tal denominação. A cerimônia de premiação foi realizada em 11 de janeiro de 2016 no Kongresshaus em Zurique, na Suíça. 
No dia 30 de novembro, foram anunciados os três finalistas do Ballon d'Or, da melhor jogadora do ano, dos treinadores do futebol masculino e feminino, do Prémio Puskás e do "FIFA Fair Play".

## Indicados

### Futebolista

#### Masculino
Os três finalistas para a categoria são:
| Pos. | Nome              | Nacionalidade | Clube       | Votos  |
| ---- | ----------------- | ------------- | ----------- | ------ |
| 1°   | Lionel Messi      | Argentina     | Barcelona   | 41.33% |
| 2º   | Cristiano Ronaldo | Portugal      | Real Madrid | 27.76% |
| 3º   | Neymar            | Brasil        | Barcelona   | 7.86%  |

Os 23 indicados para a categoria foram: 
| Nome               | Nacionalidade   | Clube               |
| ------------------ | --------------- | ------------------- |
| Alexis Sánchez     | Chile           | Arsenal             |
| Andrés Iniesta     | Espanha         | Barcelona           |
| Arjen Robben       | Países Baixos   | Bayern de Munique   |
| Arturo Vidal       | Chile           | Bayern de Munique   |
| Cristiano Ronaldo  | Portugal        | Real Madrid         |
| Eden Hazard        | Bélgica         | Chelsea             |
| Gareth Bale        | País de Gales   | Real Madrid         |
| Ivan Rakitić       | Croácia         | Barcelona           |
| James Rodríguez    | Colômbia        | Real Madrid         |
| Javier Mascherano  | Argentina       | Barcelona           |
| Karim Benzema      | França          | Real Madrid         |
| Kevin De Bruyne    | Bélgica         | Manchester City     |
| Lionel Messi       | Argentina       | Barcelona           |
| Luis Suárez        | Uruguai         | Barcelona           |
| Manuel Neuer       | Alemanha        | Bayern de Munique   |
| Neymar             | Brasil          | Barcelona           |
| Paul Pogba         | França          | Juventus            |
| Robert Lewandowski | Polónia         | Bayern de Munique   |
| Sergio Aguero      | Argentina       | Manchester City     |
| Thomas Müller      | Alemanha        | Bayern de Munique   |
| Toni Kroos         | Alemanha        | Real Madrid         |
| Yaya Touré         | Costa do Marfim | Manchester City     |
| Zlatan Ibrahimović | Suécia          | Paris Saint-Germain |

#### Feminino
As três finalistas para a categoria são:
| Pos. | Nome        | Nacionalidade  | Clube                | Votos  |
| ---- | ----------- | -------------- | -------------------- | ------ |
| 1°   | Carli Lloyd | Estados Unidos | Houston Dash         | 35.28% |
| 2º   | Célia Šašić | Alemanha       | 1. FFC Frankfurt     | 12.60% |
| 3º   | Aya Miyama  | Japão          | Okayama Yunogo Belle | 9.88%  |

Os dez indicados e indicadas para a categoria foram:
| Nome              | Nacionalidade  | Clube/Seleção            |
| ----------------- | -------------- | ------------------------ |
| Aya Miyama        | Japão          | Okayama Yunogo Belle     |
| Amandine Henry    | França         | Lyon                     |
| Carli Lloyd       | Estados Unidos | Houston Dash             |
| Célia Šašić       | Alemanha       | 1. FFC Frankfurt         |
| Eugénie Le Sommer | França         | Lyon                     |
| Hope Solo         | Estados Unidos | Seattle Reign            |
| Kadeisha Buchanan | Canadá         | West Virginia University |
| Megan Rapinoe     | Estados Unidos | Seattle Reign            |
| Nadine Angerer    | Alemanha       | Portland Thorns          |
| Ramona Bachmann   | Suiça          | FC Rosengård             |

### Treinador

#### Masculino
Os três finalistas para a categoria são:
| Pos. | Nome                  | Nacionalidade | Clube             | Votos  |
| ---- | --------------------- | ------------- | ----------------- | ------ |
| 1º   | Luis Enrique Martínez | Espanha       | Barcelona         | 31.08% |
| 2º   | Pep Guardiola         | Espanha       | Bayern de Munique | 22.97% |
| 3º   | Jorge Sampaoli        | Argentina     | Chile             | 9.47%  |

Os dez indicados e indicadas para a categoria foram:
| Nome                  | Nacionalidade | Clube/Seleção       |
| --------------------- | ------------- | ------------------- |
| Arsène Wenger         | França        | Arsenal             |
| Carlo Ancelotti       | Itália        | Real Madrid         |
| Diego Simeone         | Argentina     | Atlético de Madrid  |
| Jorge Sampaoli        | Argentina     | Chile               |
| José Mourinho         | Portugal      | Chelsea             |
| Laurent Blanc         | França        | Paris Saint-Germain |
| Luis Enrique Martínez | Espanha       | Barcelona           |
| Massimiliano Allegri  | Itália        | Juventus            |
| Pep Guardiola         | Espanha       | Bayern de Munique   |
| Unai Emery            | Espanha       | Sevilla             |

#### Feminino
Os três finalistas para a categoria são:
| Pos. | Nome         | Nacionalidade  | Clube             | Votos  |
| ---- | ------------ | -------------- | ----------------- | ------ |
| 1º   | Jill Ellis   | Estados Unidos | Seleção Americana | 42.98% |
| 2º   | Norio Sasaki | Japão          | Seleção Japonesa  | 17.79% |
| 3º   | Mark Sampson | País de Gales  | Seleção Inglesa   | 10.68% |

Os dez indicados e indicadas para a categoria foram:
| Nome            | Nacionalidade  | Clube/Seleção        |
| --------------- | -------------- | -------------------- |
| Calle Barrling  | Suécia         | Seleção Sueca sub-19 |
| Colin Bell      | Inglaterra     | 1. FFC Frankfurt     |
| Farid Benstiti  | França         | Paris Saint-Germain  |
| Gerard Precheur | França         | Lyon                 |
| Jill Ellis      | Estados Unidos | Seleção Americana    |
| John Herdman    | Inglaterra     | Seleção Canadense    |
| Laura Harvey    | Inglaterra     | Seattle Reign        |
| Mark Sampson    | País de Gales  | Seleção Inglesa      |
| Norio Sasaki    | Japão          | Seleção Japonesa     |
| Thomas Wörle    | Alemanha       | Bayern de Munique    |

### Prêmio Puskás
Os três finalistas para o Prêmio Puskás são:  
| Pos. | Jogador             | Nacionalidade | Clube/Seleção | Partida                       | Competição                | Resultado | Data                | Votos | Ref.  |
| ---- | ------------------- | ------------- | ------------- | ----------------------------- | ------------------------- | --------- | ------------------- | ----- | ----- |
| 1°   | Wendell Lira        | Brasil        | Goianésia     | Atlético-GO vs. Goianésia     | Campeonato Goiano de 2015 | 1 – 2     | 11 de março 2015    | 46,7% | [ 7 ] |
| 2°   | Lionel Messi        | Argentina     | Barcelona     | Athletic Bilbao vs. Barcelona | Copa del Rey de 2014–15   | 1 – 3     | 30 de maio 2015     | 33,3% | [ 8 ] |
| 3°   | Alessandro Florenzi | Itália        | Roma          | Roma vs. Barcelona            | Liga dos Campeões 2015–16 | 1 – 1     | 16 de setembro 2015 | 7,1%  | [ 9 ] |

Os indicados e a indicada foram:
| Jogador             | Nacionalidade  | Clube/Seleção  | Partida                               | Competição                     | Resultado | Data                | Vídeo |
| ------------------- | -------------- | -------------- | ------------------------------------- | ------------------------------ | --------- | ------------------- | ----- |
| Alessandro Florenzi | Itália         | Roma           | Roma vs. Barcelona                    | Liga dos Campeões 2015–16      | 1 – 1     | 16 de setembro 2015 | ver   |
| Carli Lloyd         | Estados Unidos | Estados Unidos | Estados Unidos vs. Japão              | Copa do Mundo Feminino 2015    | 5 – 2     | 5 de Julho 2015     | ver   |
| Carlos Tevez        | Argentina      | Juventus       | Juventus vs. Parma                    | Serie A 2014-15                | 7 – 0     | 9 de novembro 2014  | ver   |
| David Ball          | Inglaterra     | Fleetwood Town | Fleetwood Town vs. Preston North End  | League One de 2014–15          | 1 – 1     | 29 de março 2015    | ver   |
| Esteban Ramírez     | Costa Rica     | Herediano      | Herediano vs. Deportivo Saprissa      | Primera División de Costa Rica | 3 – 2     | 2 de novembro 2014  | ver   |
| Gonzalo Castro      | Uruguai        | Real Sociedad  | Real Sociedad vs. Deportivo La Coruña | La Liga de 2014–15             | 2 – 2     | 12 de abril 2015    | ver   |
| Lionel Messi        | Argentina      | Barcelona      | Athletic Bilbao vs. Barcelona         | Copa del Rey de 2014–15        | 1 – 3     | 30 de maio 2015     | ver   |
| Marcel Ndjeng       | Camarões       | Paderborn 07   | Paderborn 07 vs. Bolton Wanderers     | Amistoso de pré-temporada      | 4 – 1     | 13 de julho 2015    | ver   |
| Philippe Mexes      | França         | Milan          | Milan vs. Internazionale              | Champions Cup 2015             | 1 – 0     | 25 de julho 2015    | ver   |
| Wendell Lira        | Brasil         | Goianésia      | Atlético-GO vs. Goianésia             | Campeonato Goiano de 2015      | 1 – 2     | 11 de março 2015    | ver   |